# France Žagar
France Žagar, slovenski jezikoslovec in didaktik, * 13. november 1932, Ljubljana.

## Življenje in delo
Žagar je po maturi 1951 na II. državni gimnaziji v Ljubljani tu na Filozofski fakulteti študiral slavistiko, 1957  diplomiral 1986 opravil magisterij z nalogo Pouk slovnice v višjih razredih osnovne šole in 1992 doktoriral z nalogo Šolske besedilne vrste. Od 1959 je učil na različnih osnovnih šolah, od 1973 je predaval didaktiko in fonetiko slovenskega jezika na ljubljanski PeF
Žagar je posegel v jezikoslovje v času zatona tradicionalne opisne slovnice in nastopa strukturalne, ki jo je uvedel J. Toporišič. Prvi se je potrudil to spremembo razumljivo predstaviti tudi osnovnošolcem. Namesto dokaj mehaničnega učenja je v učbenike uvedel pogovore o slovničnih vprašanjih, pretežno ostal pri analitični metodi. S svojim delom je pri pouku slovenskega jezika predvsem v osnovnih šolah bistveno pripomogel k uveljavitvi modernega jezikoslovja, k poglobitvi pouka sporočanja z naslonitvijo na interese otrok in k poznavanju besednih vrst.